# جیمز نوئل تتلی
جیمز نوئل تتلی (انگلیسی: James Noel Tetley; ۳۰ دسامبر ۱۸۹۸ – ۲۵ دسامبر ۱۹۷۱) فرد نظامی اهل بریتانیا بود.
وی عضوی از یک خانواده برجسته‌ی آبجوسازی در یورکشایر و افسر ارشد ارتش بریتانیا بود که در طول جنگ جهانی دوم در لشکرکشی به ایتالیا حضور فعال داشت.